# Ocellularia homopasta
Ocellularia homopasta är en lavart som först beskrevs av William Nylander och som fick sitt nu gällande namn av Andreas Frisch 2006. 
Ocellularia homopasta ingår i släktet Ocellularia och familjen Thelotremataceae. Inga underarter finns listade i Catalogue of Life.